# Burgring
Der Burgring ist eine Straße im 1. Wiener Gemeindebezirk, der Inneren Stadt. Er ist Teil der Wiener Ringstraße und wurde 1863 nach der kaiserlichen Hofburg benannt.

## Geschichte

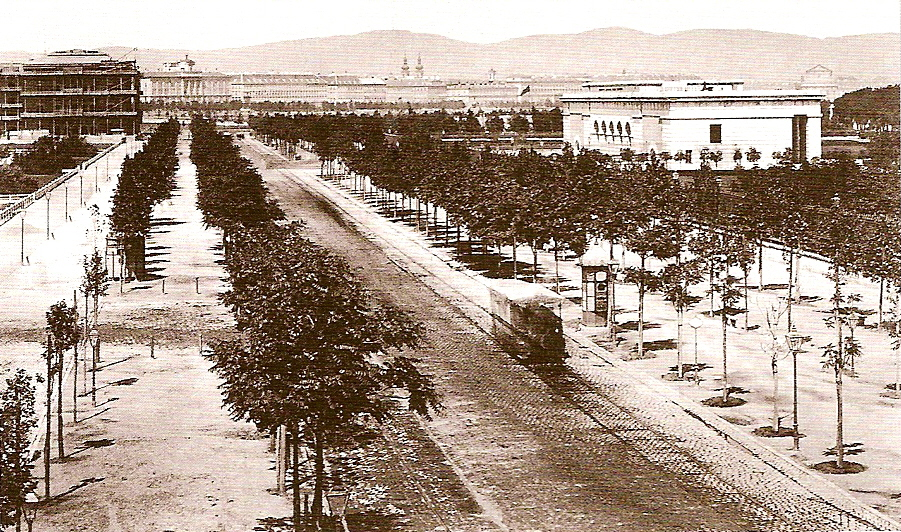
Burgring um 1872

Das Areal des heutigen Burgrings gehörte im Mittelalter zur Vorstadt vor dem Widmertor außerhalb der Wiener Stadtmauer. Es war seit dem 16. Jahrhundert Teil des Glacis, des Schussfeldes vor der Mauer, und somit unverbaut.
Nachdem im Zuge der Koalitionskriege von den Franzosen 1809 Teile der Befestigungsanlagen (Burgschanze, Augustinerschanze und Burgbastei) gesprengt worden waren, entfernte man die stehengebliebenen Reste, ebnete das Gelände ein und errichtete zwischen 1817 und 1821 etwa entlang der heutigen rechten Straßenseite des Burgrings die Hornwerkskurtine, einen neuen Teil der Stadtmauer. Auf dem gewonnenen freien Gelände entstanden der Volksgarten, der Heldenplatz und das Burgtor.
Nachdem Kaiser Franz Joseph I. 1857 entschieden hatte, die Stadtmauern und Basteien abzutragen und an deren Stelle um die Altstadt einen Prachtboulevard anzulegen, wurde 1863 die gesamte Hornwerkskurtine demoliert und der Burgring als Allee mit fünf Baumreihen eröffnet. Hier fand dann 1865 die feierliche Eröffnung der Ringstraße durch den Kaiser statt, obwohl damals einige Abschnitte noch keineswegs fertiggestellt waren.
Seit 1868 wurde der Burgring von der Pferdetramway befahren, seit 1898 von der „Elektrischen“; siehe hier.
Der bei der Eschenbachgasse an den Opernring anschließende Burgring reichte ursprünglich um einen Häuserblock weiter als heute, nämlich bis zum Schmerlingplatz. Das kleine Teilstück zwischen Bellariastraße und Schmerlingplatz wurde 1934 von der Ständestaatsdiktatur zum anschließenden Dr.-Ignaz-Seipel-Ring geschlagen; das Palais Epstein, Burgring 9, erhielt deshalb die neue Adresse Dr.-Ignaz-Seipel-Ring 1 (seit 1956 Dr.-Karl-Renner-Ring 1).
Die Verbauungspläne für den Burgring sahen vor, dass hier als imperiales Herzstück der neuen Ringstraße ein Kaiserforum entstehen sollte, das stadtauswärts die beiden mit ihren Hauptfassaden einander zugewandten Museen (Kunsthistorisches Museum, Naturhistorisches Museum) und den dazwischen gelegenen Maria-Theresien-Platz, stadteinwärts das Äußere Burgtor, den Heldenplatz und zwei ebenfalls einander zugewandte neue Flügel der Hofburg umfassen sollte. Geplant war zudem, die beiden Trakte der Hofburg mit den ihnen benachbarten Museen über den Burgring hinweg mit torartigen Bögen zu verbinden.
Diese Bögen wurden aus Verkehrsrücksichtigen nicht realisiert. Von den zwei geplanten neuen Hofburgtrakten wurde aus finanziellen Gründen nur der dem Kunsthistorischen Museum benachbarte realisiert, heute als Neue Burg bezeichnet und Museumsstandort; er war bis zum Beginn des Ersten Weltkriegs noch nicht fertiggestellt. Der Heldenplatz präsentiert sich daher, abgesehen von schmiedeeisernen Gittern, zum Volksgarten hin offen.

## Lage und Charakteristik

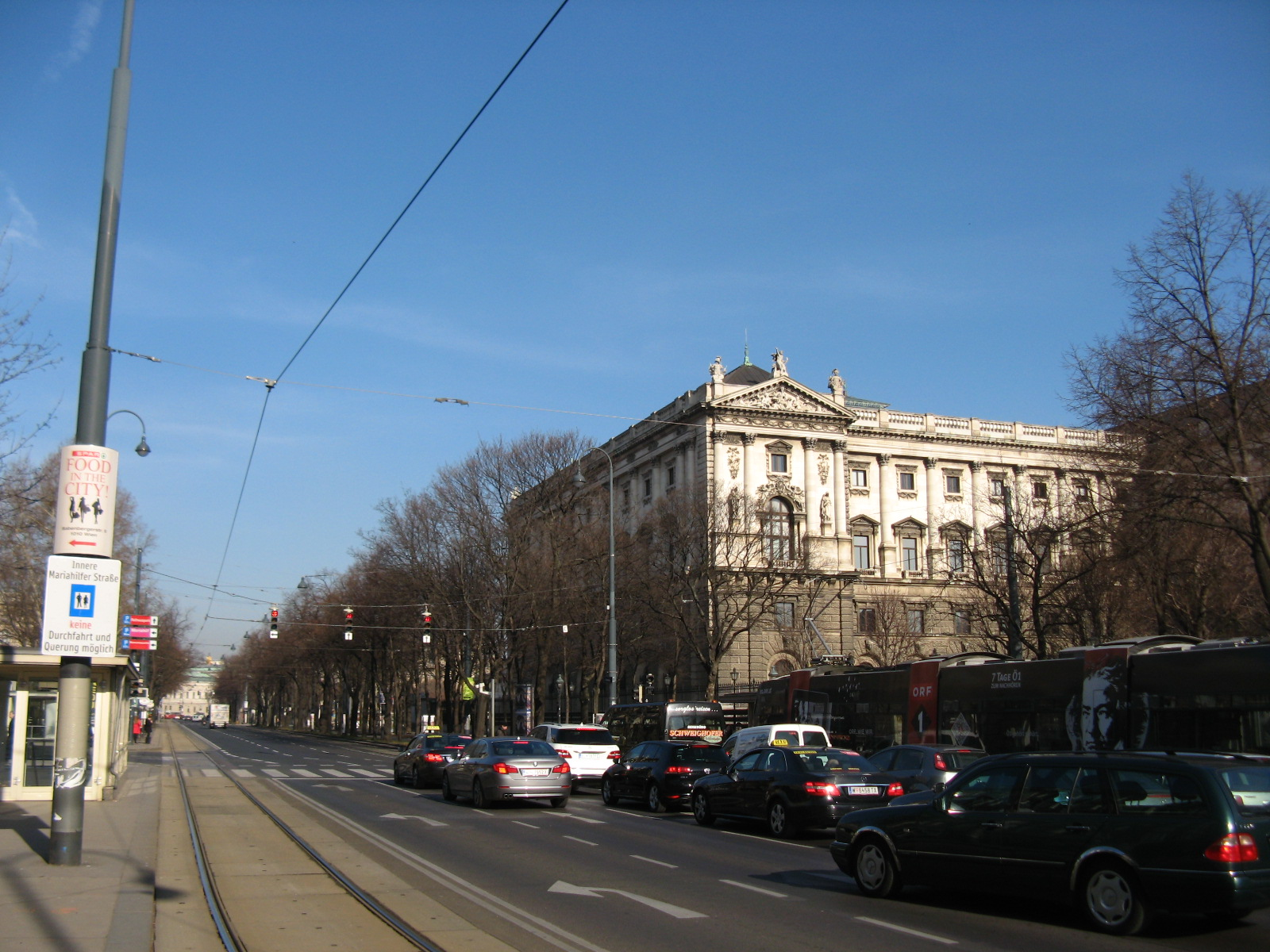
Burgring, von der Babenbergerstraße aus gesehen, rechts die Neue Burg

Der Burgring verläuft als Teil der Wiener Ringstraße von der Eschenbachgasse (davor Opernring) bis zur Bellariastraße (anschließend Dr.-Karl-Renner-Ring). Die Hauptfahrbahn, die seit 1972 als dreispurige Einbahnstraße im Uhrzeigersinn geführt wird, wird beiderseits von je einem Richtungsgleis der Wiener Straßenbahn flankiert (Rechtsfahrordnung seit 1938).
Der stadtauswärts anschließende Grünstreifen mit zwei Reihen Alleebäumen, Fuß- und Radweg (früher mit Reitweg) trennt die Seitenfahrbahn des Burgrings ab, die entgegen dem Uhrzeigersinn befahren wird. Sie dient vor allem Reisebussen zum Halten, wird aber auch von Linienbussen befahren. Auf der dem Stadtzentrum näheren Seite wurden zwei Reihen von Alleebäumen angelegt, unter deren Ästen sich zwei breite Gehsteige und ein Radweg befinden, aber keine Nebenfahrbahn für den Autoverkehr.
Als öffentliche Verkehrsmittel verkehren auf dem Burgring die Straßenbahnlinien D, 1, 2 und 71, die am Beginn und am Ende der Straße jeweils Haltestellen besitzen, die Autobuslinie 57A, die in der Seitenfahrbahn vor Nr. 3 ihre Endstation hat, den Burgring aber ansonsten nicht befährt, sowie die U-Bahn-Linie U3, die am Ende des Burgrings, unter der Bellariastraße, die Station Volkstheater hat.
Der erwähnte Radweg zu beiden Seiten der Hauptfahrbahn begleitet die gesamte Ringstraße und bildet eine Hauptradwegroute Wiens. Die Fußgänger, denen großzügige und zum Spazieren unter Bäumen einladende Gehwege zur Verfügung stehen, setzen sich großteils aus Touristen und aus Museumsbesuchern zusammen. Außerdem gibt es in der Seitenfahrbahn einen Taxistandplatz und einen Fiakerstandplatz am Heldenplatz.

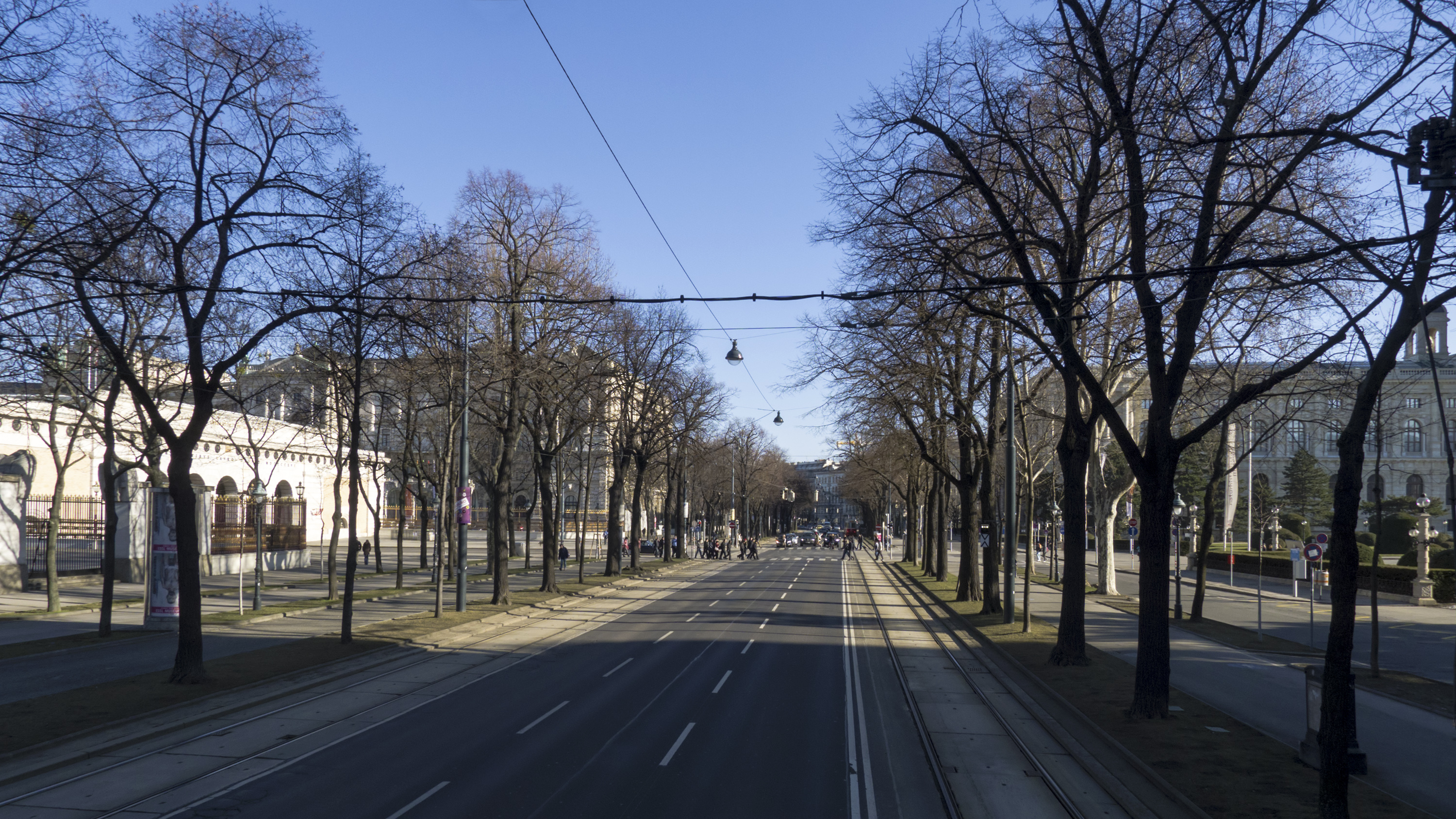
Burgring beim Äußeren Burgtor Richtung Südosten

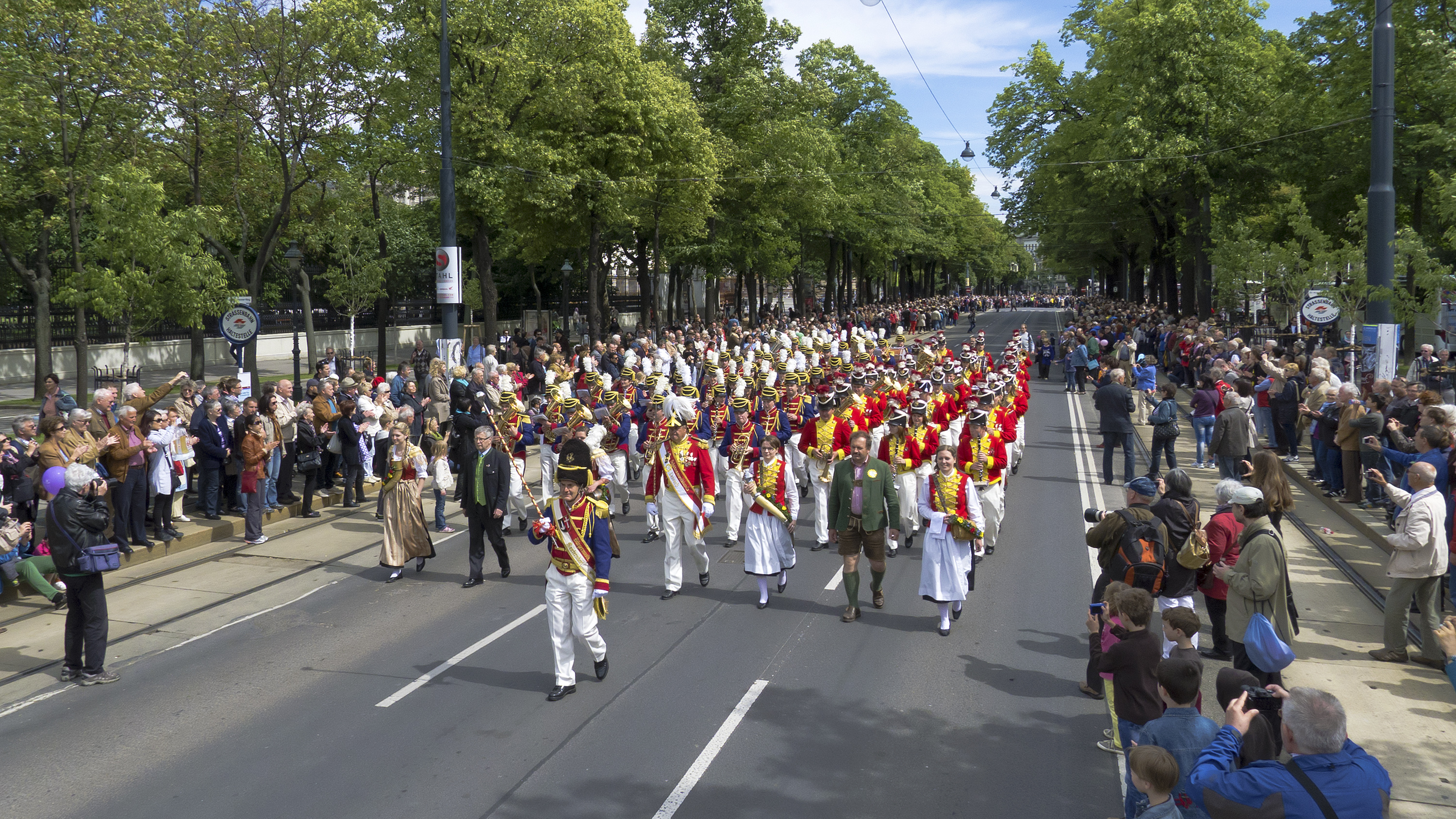
Österreichisches Blasmusikfest 2013 am Burgring

Die Verbauung des Burgrings besteht, ausgenommen den Häuserblock zwischen Eschenbachgasse und Babenbergerstraße, der Wohnhäuser im historistischen Stil umfasst, ausschließlich aus historistischen öffentlichen Pracht- und Repräsentationsbauten, entstanden in den letzten Jahrzehnten des 19. Jahrhunderts, die bedeutende Museen und Sammlungen beherbergen. Somit bietet die Verbauung der Straße ein einheitliches stilistisches Bild. Lediglich das Äußere Burgtor ist rund 50 Jahre älter und dem Spätklassizismus zuzurechnen. Alle Bauwerke am Burgring stehen unter Denkmalschutz.
Außerhalb der Ringstraße sind dies Kunsthistorisches Museum und Naturhistorisches Museum und dahinter das MuseumsQuartier, innerhalb der Ringstraße in der Neuen Burg das Weltmuseum Wien mit seinen ethnografischen Sammlungen sowie daran unmittelbar anschließend in der Neuen Burg auch die Österreichische Nationalbibliothek, das Ephesosmuseum, die Hofjagd- und Rüstkammer und die Musikinstrumentensammlung.
Da an der stadtzentrumsnäheren Seite des Burgrings auch die großen Parkanlagen des Burggartens und des Volksgartens anschließen, besitzt die Gegend trotz starken Autoverkehrs auf der Hauptfahrbahn einen grünen Charakter, der zum Spazieren und Verweilen einlädt. Auf den umliegenden Plätzen und Grünanlagen stehen einige bedeutende Denkmäler und Standbilder.
Am Beginn und am Ende des Burgrings befand sich seit den 1960er Jahren unter der Fahrbahn jeweils eine Fußgängerpassage, von denen jene am Beginn, die Babenbergerpassage, in eine Diskothek umgebaut wurde, jene am Ende (Bellariapassage) aber heute noch als Teil der U-Bahn-Station Volkstheater besteht.
Aufgrund seiner zentralen Lage und der Nähe wichtiger politischer Orte wird der Burgring häufig als Route für Demonstrationen, aber auch für andere kulturelle oder sportliche Großveranstaltungen genutzt.

## Bauwerke

### Nr. 1: Wohnhaus

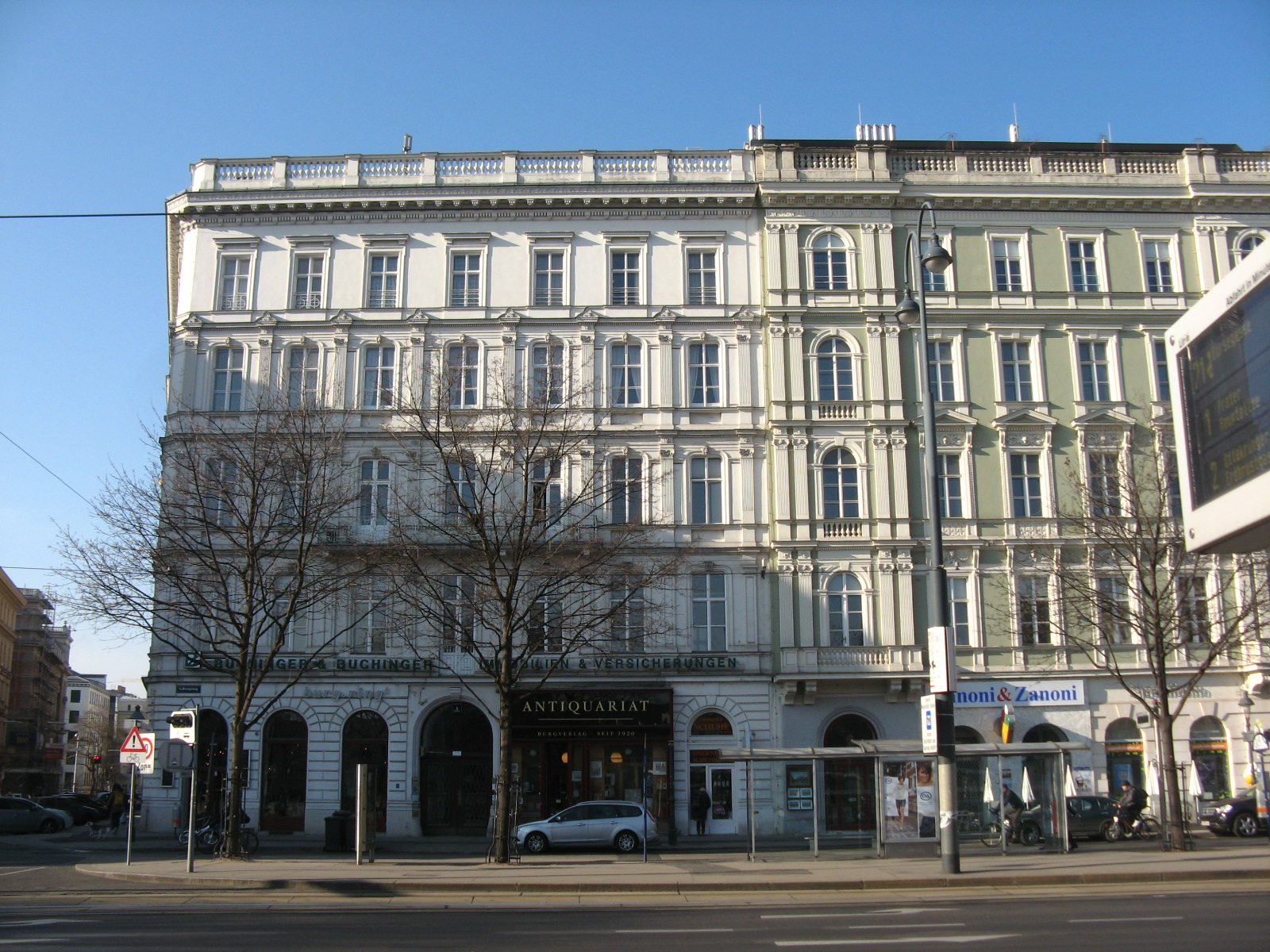
Nr. 1 (1862–1863)

Das Eckhaus Burgring / Eschenbachgasse wurde 1862–1863, wie das Haus auf Nr. 3, im historistischen Stil von Johann Romano von Ringe und August Schwendenwein von Lanauberg errichtet. Die Sockelzone des Gebäudes ist rustiziert und besitzt Arkaden. Die Fenster der Fassade haben vertiefte Parapete; zentral über dem Portal befindet sich ein Balkon. Plastische Dekorelemente, wie Keilsteine oder Kapitelle, schmücken die Fassade, die von einer Attikabalustrade bekrönt wird. In der Einfahrt ist ein Kreuzrippengewölbe zu sehen sowie verglaste Holzarkaden zum Stiegenhaus hin. Im Hof befinden sich Pawlatschen und ein polygonaler Erker. Bemerkenswert ist das Geschäftslokal eines Buchantiquariates, dessen Ausstattung aus dem Jahr 1915 stammt. Das Gebäude befindet sich im Eigentum einer 2015 von Karl Wlaschek hinterlassenen Stiftung.

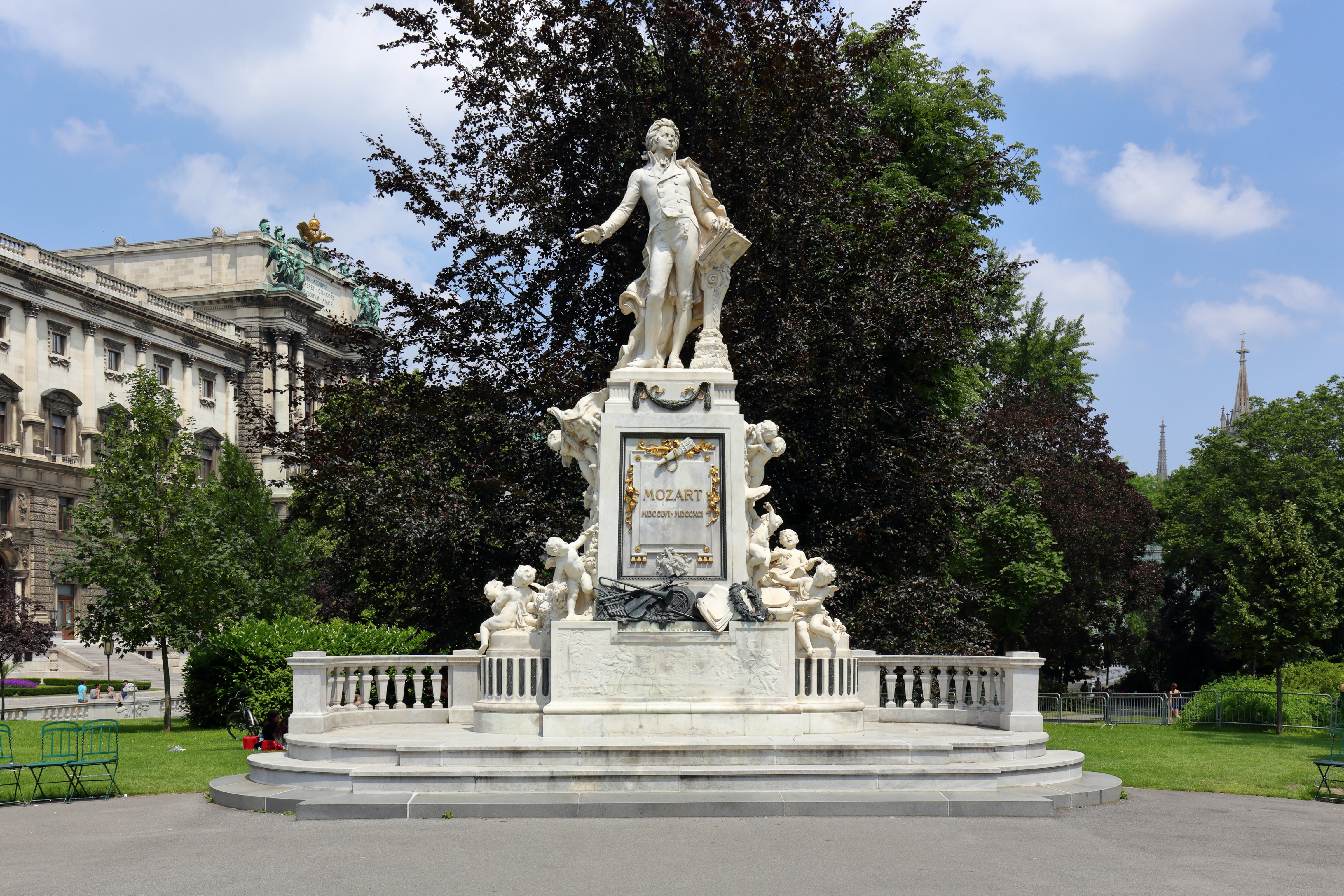
Mozart-Denkmal von Viktor Tilgner im Burggarten

### Vor Nr. 2: Burggarten
→ siehe Hauptartikel Burggarten (Wien)
Auf der stadteinwärtigen Seite gegenüber den Hausnummern 1 und 3 liegt der Burggarten, eine historische Parkanlage, die ursprünglich Privatgarten des Kaisers war. Die Anlage wurde von Ludwig Gabriel von Remy geplant und später durch Franz Antoine den Jüngeren umgestaltet. Der Burggarten wird seit Ende des 19. Jahrhunderts von der Neuen Burg begrenzt. Die Parkanlage umfasst einen Teich, ein Palmenhaus und mehrere Denkmäler. Vom Burgring aus ist das auch bei Touristen sehr bekannte Mozart-Denkmal von Viktor Tilgner zu sehen, das aber erst 1953 an diesen Standort transferiert wurde. Davor stand es auf dem Albertinaplatz.

### Nr. 2: Neue Burg
→ siehe Hauptartikel Neue Burg

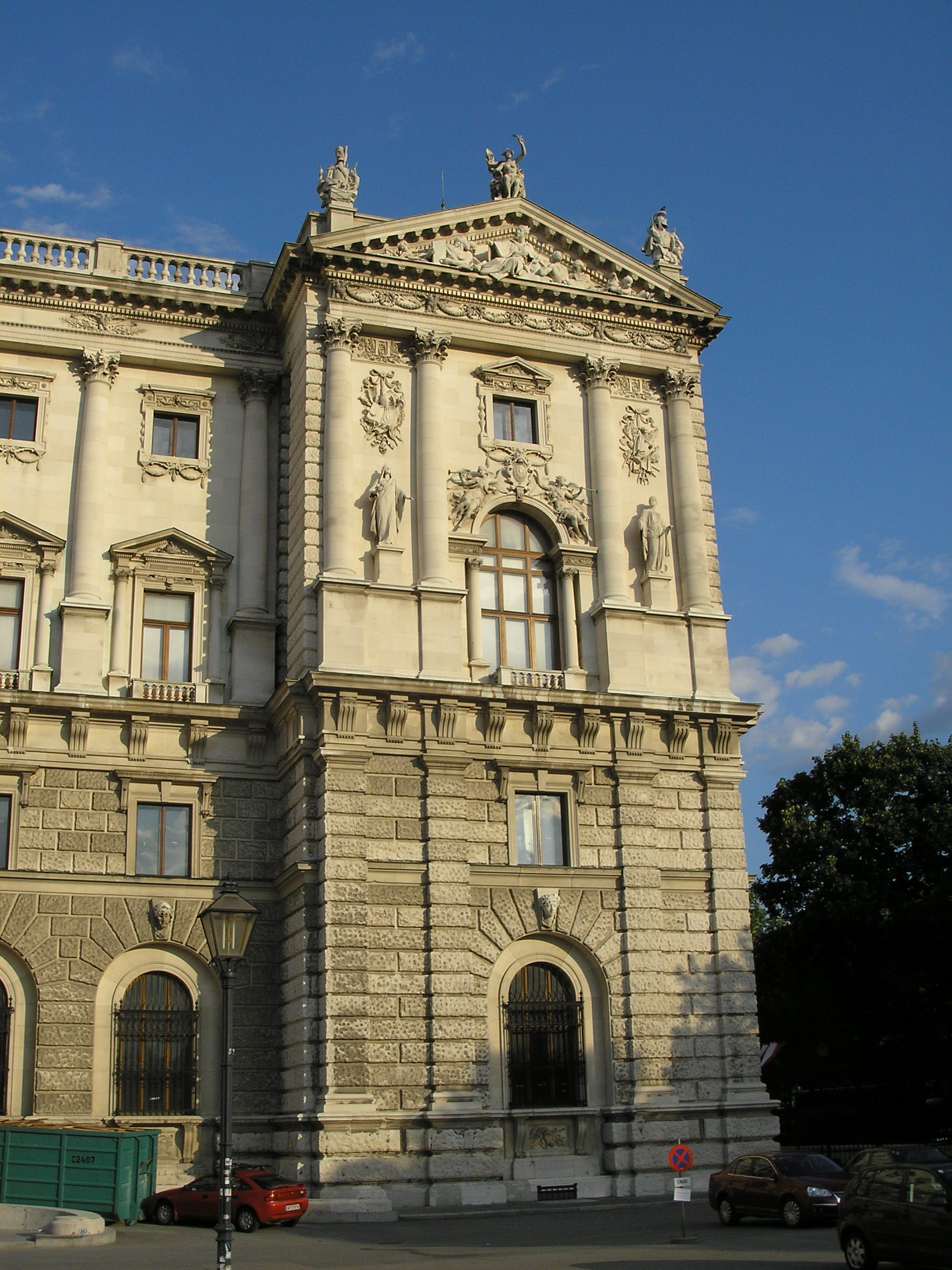
Neue Burg, Corps de Logis

Am Burgring befindet sich die Seitenfassade der Neuen Burg, eines Teiles der kaiserlichen Hofburg, die von 1881 bis 1923 nach Plänen von Carl von Hasenauer errichtet wurde. Nach dessen Tod leiteten u. a. die Architekten Ludwig Förster, Friedrich Ohmann und zuletzt Ludwig Baumann die Arbeiten. Die Hauptfassade der Neuen Burg ist dem Heldenplatz zugewandt. Jener Trakt am Burgring, das Corps de Logis, ist ein quadratischer Baukörper, der gegenüber dem Haupttrakt zum Heldenplatz hervor- und zum Burggarten zurücktritt. Am Heldenplatz liegt ein Torvorbau mit einer flachen Rampe. Zahlreiche allegorische Figuren schmücken die Fassaden an allen Seiten. Das Gebäude beherbergt das Weltmuseum Wien, das frühere Museum für Völkerkunde, das zum Kunsthistorischen Museum gehört.

### Nr. 3: Wohnhaus
Das Eckhaus Burgring / Babenbergerstraße wurde 1862, wie das Haus auf Nr. 1, im historistischen Stil von Johann Romano von Ringe und August Schwendenwein von Lanauberg errichtet. Es liegt an der Hauptadresse Babenbergerstraße 1–3.

### Nr. 5: Kunsthistorisches Museum

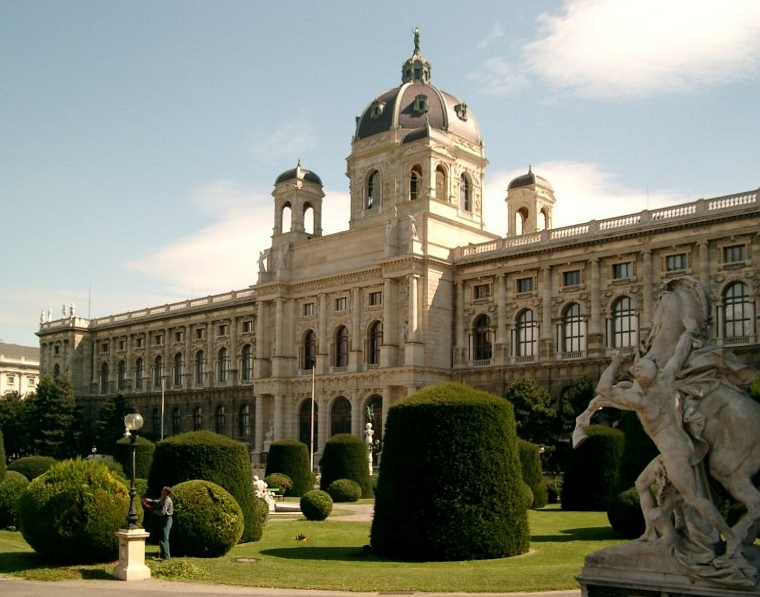
Kunsthistorisches Museum

→ siehe Hauptartikel Kunsthistorisches Museum
Das Kunsthistorische Museum, das als Sammlung zu den bedeutendsten Kunstmuseen der Welt, als Gebäude zu den bedeutendsten der Ringstraßenzone gehört, wurde 1871–1891 von Gottfried Semper und Carl von Hasenauer im Neorenaissance-Stil errichtet. Am Burgring liegt die Seitenfassade des Gebäudes, dessen Hauptfassade dem Maria-Theresien-Platz und dem gegenüberliegenden Naturhistorischen Museum zugewandt ist. An der Burgring-Fassade befindet sich ein Ädikulaportal sowie drei Mittelachsen mit vorgestellten ionischen Säulen und Zwickelfiguren im Obergeschoß. Auf der Attikabalustrade stehen Statuen neuzeitlicher Künstler. Die Figuren von Moritz von Schwind, Joseph von Führich, Peter von Cornelius und Christian Daniel Rauch stammen von Viktor Tilgner, diejenigen von Antonio Canova und Georg Raphael Donner von Franz Pönninger.

### Äußeres Burgtor

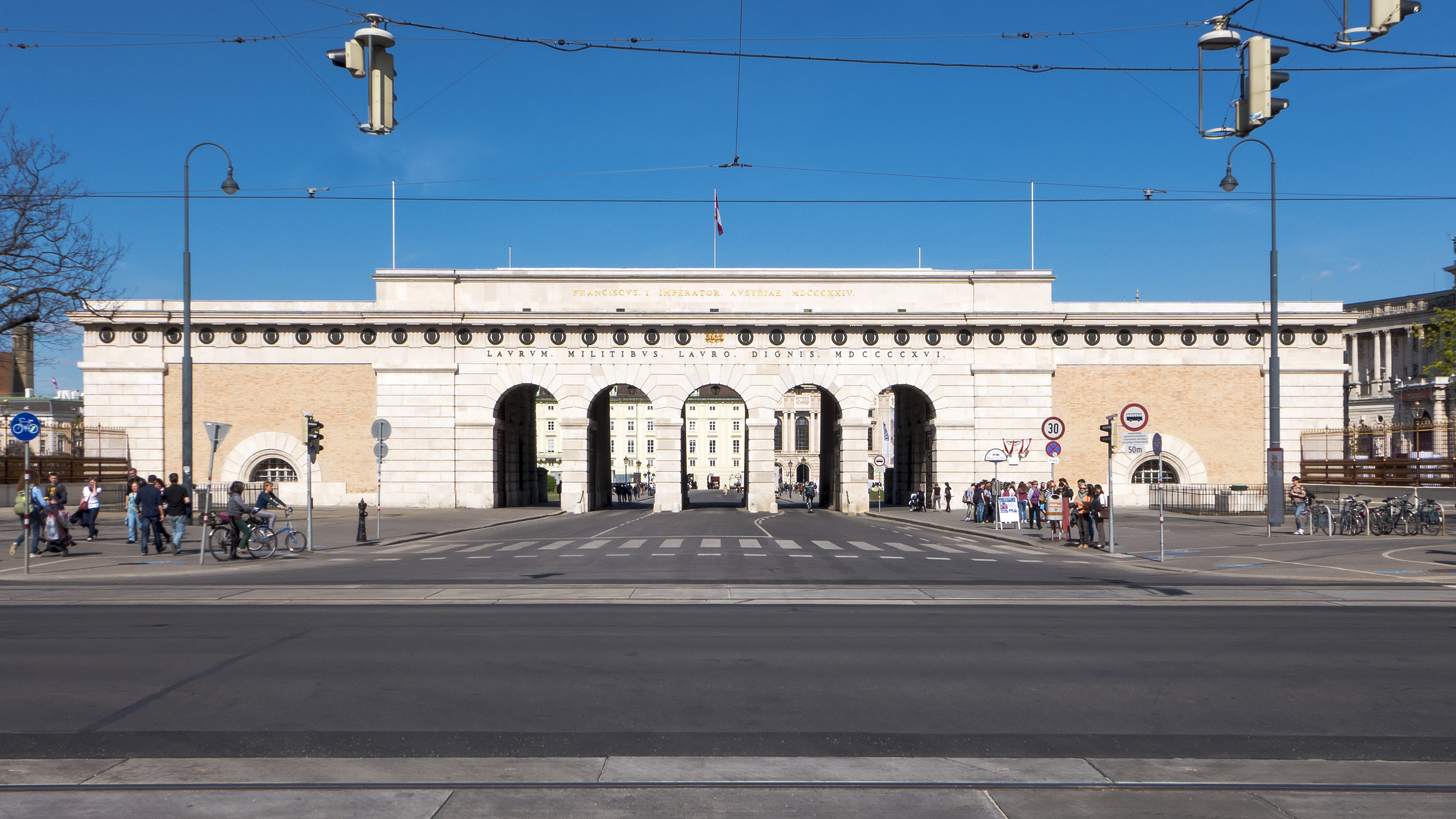
Äußeres Burgtor

→ siehe Hauptartikel Äußeres Burgtor (Wien)
Das Äußere Burgtor trennt den Heldenplatz vom Burgring gegenüber dem Maria-Theresien-Platz. Es handelt sich um das älteste Bauwerk am Burgring, das 1821–1824 von Peter von Nobile nach Plänen von Luigi Cagnola im klassizistischen Stil errichtet wurde. Dabei handelt es sich um einen breit gelagerten Torbau mit Flankenbauten, dessen Mittelbau zum Burgring hin erhöht ist und aus fünf rustizierten Pfeilerarkaden besteht. Die beiden äußeren Durchgänge stehen Fußgängern zur Verfügung, die beiden innen anschließenden dem Autoverkehr. Unter einem durchgehenden Triglyphenfries mit Wappen in den Metopen ist ringstraßenseitig die Inschrift Laurum militibus lauro dignis von 1916 zu lesen, darüber an der Attika die Bauinschrift Franciscus I. Imperator Austriae 1824. Die Seitenflügel sind in Sichtziegelbauweise gestaltet und mit breiten keilsteinbesetzten Lisenen gerahmt. Das Bauwerk war von Anfang an als Ehrenmal für die gefallenen österreichischen Soldaten gedacht und wurde zur Erinnerung an die Völkerschlacht bei Leipzig errichtet. 1916 wurde es in ein Kriegerdenkmal umgewandelt und 1933–1934 durch Rudolf Wondracek zum Heldendenkmal für die Opfer des Ersten Weltkrieges umgestaltet. Damals wurde im Inneren auch die Krypta mit dem Epitaph eines toten Soldaten von Wilhelm Frass geschaffen. Am und im Bauwerk befinden sich zahlreiche Plastiken, Reliefs und Friese, die an verschiedene Kriege erinnern. Das Burgtor dient auch heute noch als Gedenkstätte des offiziellen Österreichs. Vor dem Burgtor an der Seite zum Burgring befinden sich vor den beiden rundbogigen Fenstern mit Gittern eingefriedete Schalen für Opferfeuer, die ebenfalls 1934 auf Steinsockeln aufgestellt wurden. Das Äußere Burgtor wird auf einer Seite von einem Papstkreuz, errichtet 1991 von Gustav Peichl zum Gedenken an den Papstbesuch von Johannes Paul II. auf dem Heldenplatz (1983), und auf der anderen Seite vom Denkmal der Exekutive aus dem Jahr 2002 zum Gedenken an die im Dienst getöteten Polizisten flankiert.

### Nr. 7: Naturhistorisches Museum
→ siehe Hauptartikel Naturhistorisches Museum Wien

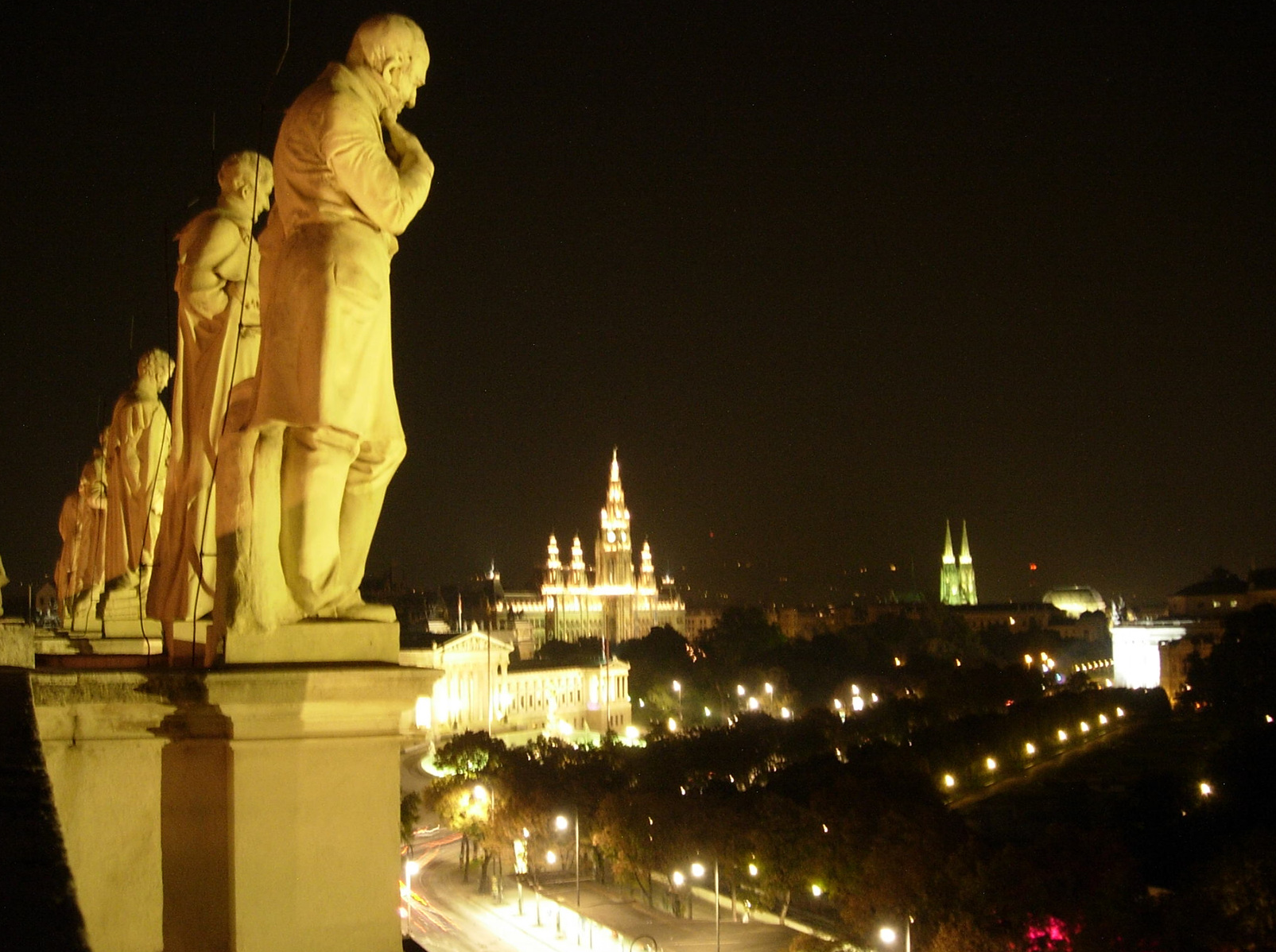
Die Statuen auf der Attika des Naturhistorischen Museums bei Nacht

Das Gegenstück zum Kunsthistorischen Museum wurde ebenfalls von Gottfried von Semper und Carl von Hasenauer entworfen und ist wie dieses im Neorenaissance-Stil gestaltet. Die Fassade am Burgring entspricht derjenigen des Kunsthistorischen Museums. Der Figurenschmuck an der Attikabalustrade besteht aus den Figuren neuzeitlicher Naturforscher: des Louis Agassiz von Gustave Deloye, Leopold von Buch von Viktor Tilgner, Friedrich Mohs von Friedrich Beer, Robert Brown von Leopold Schrödl, Georges Cuvier von Gustave Deloye und Alexander von Humboldt von Viktor Tilgner.

### Einfriedung der Hofburg
1864 wurde im Zuge der Schaffung der Ringstraße ein monumentaler Zaun als Einfriedung des Burggartens, Heldenplatzes und Volksgartens nach Plänen von Moritz von Loehr errichtet. Insgesamt misst der Zaun etwa 1000 Meter, bestehend aus 305 Feldern und 10 Toren, und ist noch weitgehend im Originalbestand erhalten. Die gesamte stadtseitige Länge des Burgrings wird von diesem Zaun begrenzt. Über einem Steinsockel erhebt sich ein monumentales schwarzes Eisengitter, das durch profilierte Gusseisensäulen in einzelne Felder gegliedert wird. Jede vierte Säule trägt eine Laterne mit aufgesetzter Krone. Im Bereich des Äußeren Burgtores wurde in den letzten Jahren die originale Vergoldung des Gitters wiederhergestellt.

### Ehem. Nr. 9: Palais Epstein
→ siehe Hauptartikel Palais Epstein